# Malý Děd
Malý Děd (historyczna nazwa niem. Kleiner Vaterberg lub Leiter Berg) – szczyt (góra) o wysokości 1369 m n.p.m. (podawana jest też wysokość 1354 m n.p.m. , 1355,0 m n.p.m. , 1368 m n.p.m.  lub 1368,2 m n.p.m. ) w paśmie górskim Wysokiego Jesionika (cz. Hrubý Jeseník), w północno-wschodnich Czechach, w Sudetach Wschodnich, na historycznej granicy Śląska i Moraw, w obrębie gminy Loučná nad Desnou, oddalony o około 2,2 km na północny zachód  od szczytu góry Pradziad (cz. Praděd), leżący na jego głównym grzbiecie (grzebieniu), pomiędzy szczytami Pradziad i Velký Jezerník. Rozległość góry (powierzchnia stoków) szacowana jest na około 4,4 km², a średnie nachylenie wszystkich stoków wynosi około 15°.

## Charakterystyka

### Lokalizacja
Góra Malý Děd położona jest w centrum pasma Wysokiego Jesionika. Jest górą o wydłużonym grzbiecie i kopulastej, nieco spłaszczonej powierzchni szczytowej (około 7 ha), leżącą w części Wysokiego Jesionika, niemalże północnym obszarze (mikroregionu) o nazwie Masyw Pradziada (cz. Pradědská hornatina), położoną na jego grzbiecie głównym (grzebieniu), ciągnącym się od przełęczy Červenohorské sedlo do przełęczy Skřítek. Jest szczytem rozpoznawalnym i widocznym z drogi okalającej połać szczytową góry Pradziad czy też z innego charakterystycznego punktu widokowego – z drogi okalającej szczyt góry Dlouhé stráně, w linii patrzenia na górę Medvědí hřbet. Góra widoczna jest z przebiegającej w jej pobliżu szosy nr 450 na trasie Bruntál – Bělá pod Pradědem. Ponadto widoczna np. z niektórych blisko położonych szczytów, takich jak: Kamzičí vrch, Sokol, Ostrý vrch czy Prostřední vrch. Jest dziesiątym co do wysokości szczytem Wysokiego Jesionika i ósmym w Masywie Pradziada.
Górę ograniczają: od północnego wschodu dolina rzeki Biała Głuchołaska (cz. Bělá) i przełęcz Videlské sedlo, od zachodu dolina potoku Česnekový potok (2) i przełęcz o wysokości 1167 m n.p.m. w kierunku szczytu Kamzičí vrch, od południowego wschodu przełęcz o wysokości 1341 m n.p.m. w kierunku szczytu Pradziad, od południowego zachodu dolina potoku Česnekový potok (1), od zachodu przełęcz Sedlo Velký Jezerník i dolina potoku Studený potok (1) oraz od północy przełęcz o wysokości 1253 m n.p.m. w kierunku szczytu Nad Vodopádem. W otoczeniu góry znajdują się następujące szczyty: od północnego wschodu Osikový vrch i Kamzičí vrch, od południowego wschodu Sokol i Pradziad, od południa Velký Děd, od południowego zachodu Medvědí hřbet i Velký Jezerník–JZ, od zachodu Velký Jezerník, od północnego zachodu Sokolí skála (2) oraz od północy Nad Vodopádem.

### Stoki
W obrębie góry można wyróżnić pięć następujących zasadniczych stoków:
- północno-wschodni o nazwie Černík
- wschodni
- południowo-zachodni
- zachodni
- północno-zachodni

Wszystkie stoki są zalesione w zdecydowanej większości gęstym borem świerkowym. Jedynie u podnóża stoku południowo-zachodniego występują większe fragmenty lasu mieszanego. Na stokach występują przerzedzenia oraz polany. Niemalże u podnóża stoku północno-zachodniego przy wodospadzie o nazwie Vysoký vodopád, na wysokości około 1050 m n.p.m. występuje grupa skalna. 
Stoki mają stosunkowo jednolite i zróżnicowane nachylenia. Średnie nachylenie stoków waha się bowiem od 7° (stok zachodni) do 18° (stok wschodni). Średnie nachylenie wszystkich stoków góry (średnia ważona nachyleń stoków) wynosi około 15°. Maksymalne średnie nachylenie u podnóża stoku północno-zachodniego przy wodospadzie Vysoký vodopád, w pobliżu grupy skalnej na odcinku 50 m nie przekracza 35°. Poza wytyczonymi szlakami turystycznymi, stoki pokryte są siecią dróg (m.in. Silonova trasa, Miliónová cesta, Vegetační chodník) oraz na ogół nieoznakowanych ścieżek (szczególnie stok północno-wschodni). Przemierzając je zaleca się korzystanie ze szczegółowych map, z uwagi na zawiłości ich przebiegu, zalesienie oraz zorientowanie w terenie.

### Szczyt

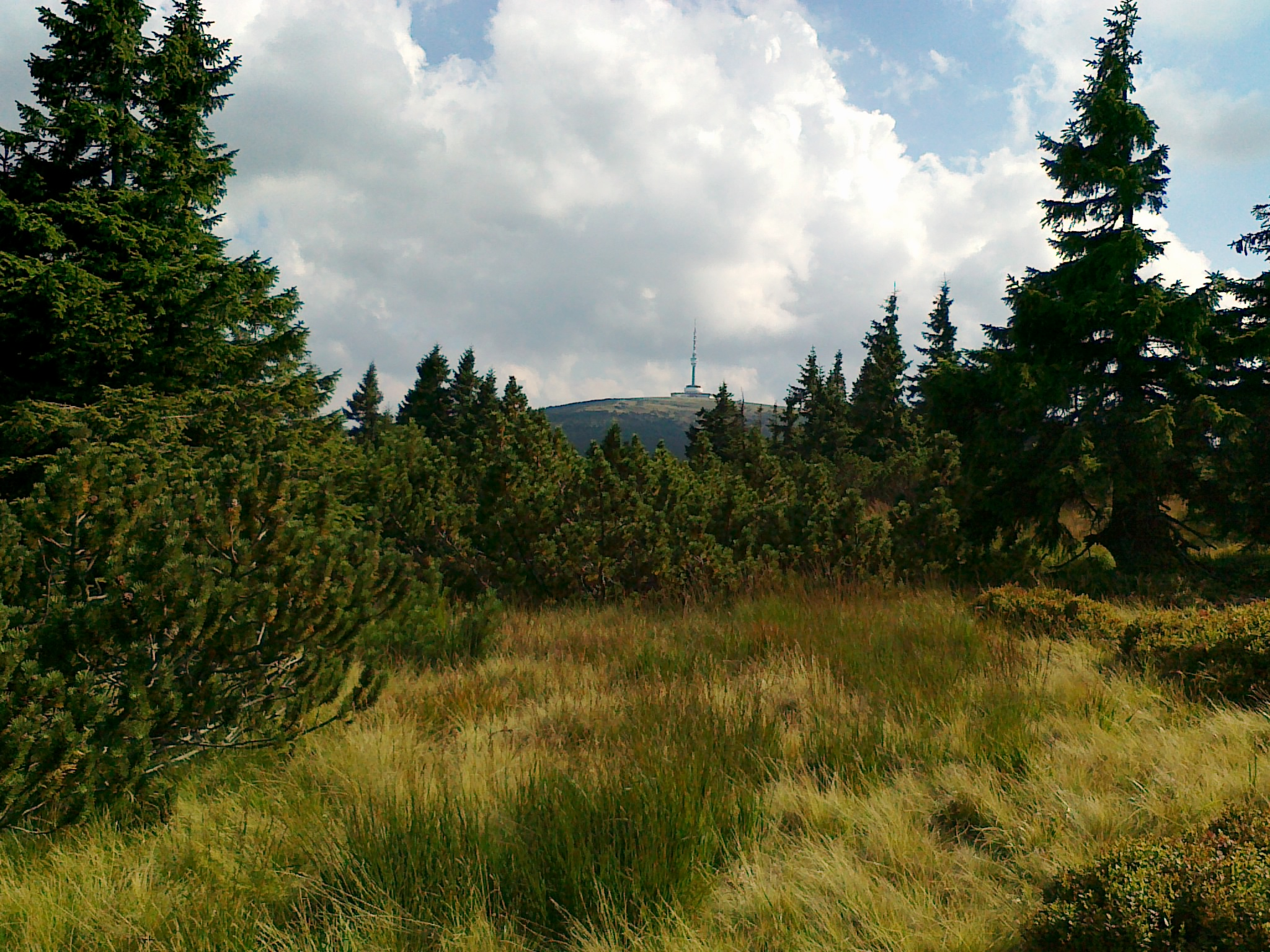
Widok z połaci szczytowej góry Malý Děd na górę Pradziad (2016 rok)

Przez górę w odległości około 180 m na północny zachód od szczytu przebiega ścieżka główna, na której wytyczono szlaki turystyczne. Na połaci szczytowej, w odległości około 440 m na północny zachód od szczytu znajduje się punkt geodezyjny, oznaczony na mapach geodezyjnych numerem (17.), o wysokości 1354,60 m n.p.m. oraz współrzędnych geograficznych (50°06′17,44″N 17°13′08,08″E/50,104844 17,218911). Państwowy urząd geodezyjny o nazwie (cz. Český úřad zeměměřický a katastrální (CÚZK)) w Pradze podaje jako najwyższy punkt góry – szczyt – o wysokości 1369,3 m n.p.m. i współrzędnych geograficznych (50°06′03,7″N 17°13′14,6″E/50,101028 17,220722). Na niektórych mapach przyjęto jako szczyt góry położenie głównego punktu geodezyjnego (17.) – stąd rozbieżności dotyczące jego usytuowania . Połać szczytowa pokryta jest rzadkimi świerkami i zarośnięta gęstą trawą wysokogórską oraz kosodrzewiną. Szczyt góry nie jest wybitnym punktem widokowym. Rozciągają się z niego ograniczone widoki na góry: Pradziad, Dlouhé stráně oraz w kierunku góry Orlík. Dojście do szczytu następuje ze ścieżki głównej, idąc ze skrzyżowania turystycznego Černík (z podaną na tablicy informacyjnej wysokością 1200 m), przechodząc odcinek o długości około 800 m, należy skręcić w lewo na ścieżkę po której orientacyjnie należy przebyć odcinek o długości około 180 m. Z uwagi na ochronę cennego ekosystemu całego utworzonego tu narodowego rezerwatu przyrody Praděd dojście na szczyt nie jest zalecane.

### Geologia
Pod względem geologicznym masyw góry Malý Děd należy do jednostki określanej jako kopuła Desny i zbudowany jest ze skał metamorficznych, głównie: fyllitów (biotytów, chlorytów i muskowitów), fyllonitów, gnejsów (plagioklazów), łupków zieleńcowych, skał magmowych, głównie: meta-diabazów oraz skał osadowych, głównie: meta-arkoz.

### Wody
Grzbiet główny (grzebień) góry Pradziad, biegnący od przełęczy Skřítek do przełęczy Červenohorské sedlo oraz dalej do przełęczy Ramzovskiej (cz. Ramzovské sedlo) jest częścią granicy Wielkiego Europejskiego Działu Wodnego, dzielącej zlewiska Morza Bałtyckiego i Morza Czarnego . 
Góra leży na tej granicy, na zlewiskach Morza Bałtyckiego (dorzecze Odry) na stokach: północno-zachodnim, północno-wschodnim i wschodnim oraz Morza Czarnego (dorzecze Dunaju) na stokach: południowo-zachodnim i zachodnim . Na stoku północno-wschodnim ma swój początek potok: Česnekový potok (2) oraz kilka krótkich nienazwanych potoków, będących dopływami rzeki Biała Głuchołaska. Na stoku zachodnim, na wysokości około 1305 m n.p.m., blisko schroniska turystycznego Švýcárna znajduje się źródło o nazwie Pramen U Švýcárny, a przy nim niewielkie parometrowe oczko wodne, obudowane kamieniami w technice muru dzikiego. 

#### Wodospady
Atrakcją dla miłośników pięknych krajobrazów są wodospady, rozsiane na stokach góry, w tym największy wodospad w Wysokim Jesioniku o nazwie Vysoký vodopád.
| Wodospady na stokach góry Malý Děd |                   |                                                             |                                                                                |                               |                      |
| Lp.                                | Wodospad          | Potok                                                       | Lokalizacja                                                                    | Wysokość bezwzględna m n.p.m. | Wysokość wodospadu m |
| 1                                  | Královský vodopád | nienazwany dopływ potoku Środkowa Opawa (cz. Střední Opava) | podnóże stoku wschodniego, około 1,2 km na wschód od szczytu                   | 998–1010                      | 12                   |
| 2                                  | Stříškový vodopád | nienazwany dopływ rzeki Biała Głuchołaska                   | stok północno-wschodni, około 1,3 km na północ od szczytu                      | 1035                          | 2                    |
| 3                                  | Vysoký vodopád    | Studený potok (1)                                           | podnóże stoku północno-zachodniego, około 1,5 km na północny zachód od szczytu | 990–1018                      | 28                   |

## Ochrona przyrody
Góra znajduje się w otoczeniu  dwóch rezerwatów przyrody: połać szczytowa oraz stok zachodni i południowo-zachodni w obrębie narodowego rezerwatu przyrody Praděd powstałego w 1991 roku o powierzchni około 2031 ha oraz dolna część stoku północno-zachodniego w obrębie rezerwatu przyrody Vysoký vodopád, będących częścią wydzielonego obszaru objętego ochroną o nazwie Obszar Chronionego Krajobrazu Jesioniki (cz. Chráněná krajinná oblast (CHKO) Jeseníky), a utworzonego w celu ochrony utworów skalnych, ziemnych i roślinnych oraz rzadkich gatunków zwierząt.

### Ścieżki dydaktyczne
Przez górę przebiega ścieżka dydaktyczna (cz. NS Se skřítkem okolím Pradědu) o długości 3,7 km na trasie:
 góra Malý Děd – schronisko Švýcárna – szczyt Pradziad – góra Petrovy kameny (z 8 stanowiskami obserwacyjnymi)

## Turystyka

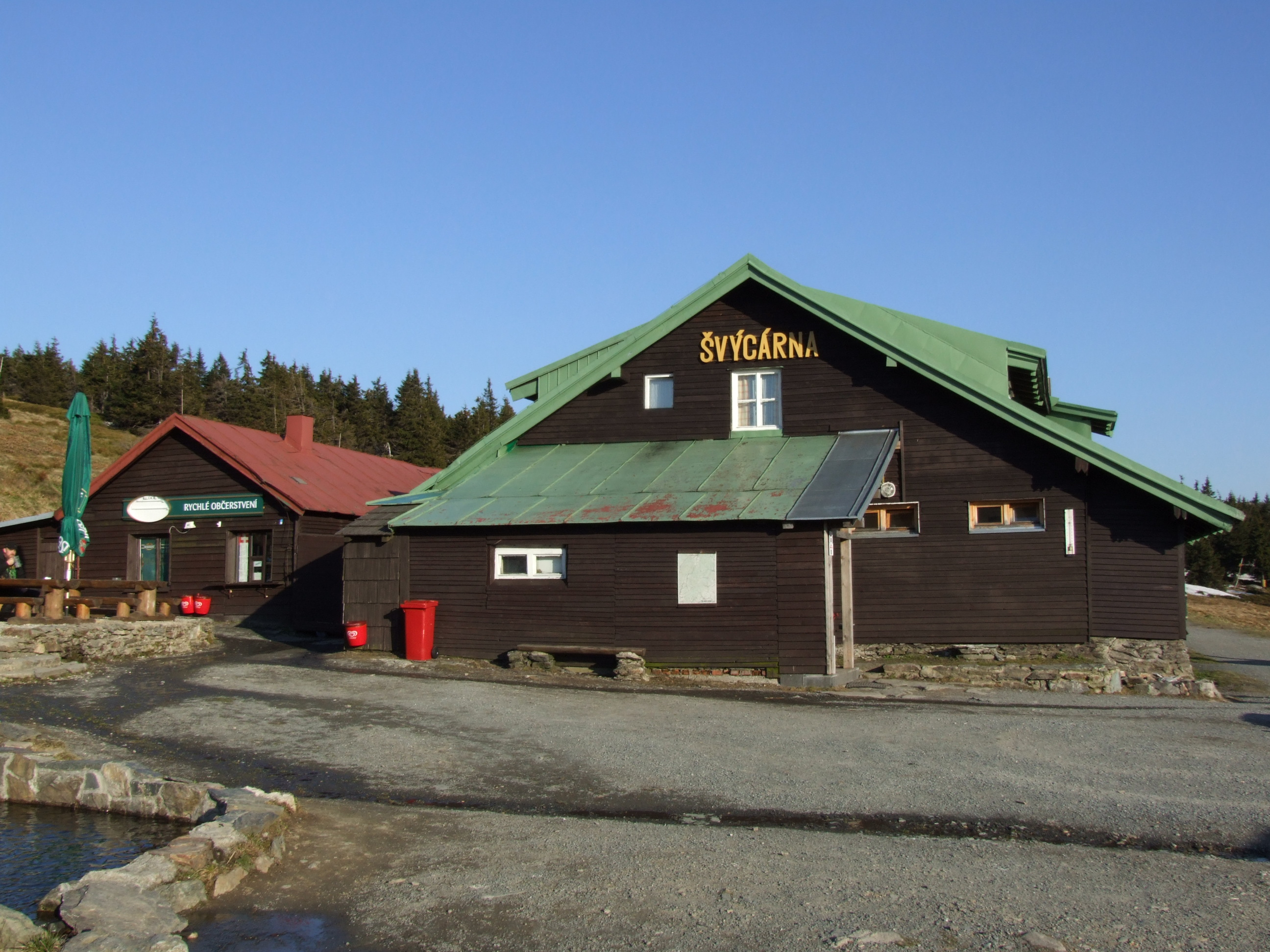
Schronisko Švýcárna (2008 rok)

Na stoku zachodnim w odległości około 500 m na zachód od szczytu, na wysokości 1304 m n.p.m. znajduje się najstarsze schronisko turystyczne w paśmie Wysokiego Jesionika Švýcárna. Przed schroniskiem wzniesiono w 2006 roku drewnianą dzwonnicę poświęconą ludziom gór, którzy zginęli podczas wypraw. Poza tym w odległości około 3,6 km w kierunku południowo-wschodnim od szczytu, przy drodze Hvězda – Pradziad, na stoku góry Petrovy kameny znajdują się hotele górskie: Ovčárna i Figura oraz schronisko Sabinka. Nieco bliżej, bo około 2,1 km na południowy wschód od szczytu, na wieży Pradziad: hotel Praděd, około 2,8 km na południowy wschód od szczytu schronisko Barborka i około 2,8 km na południe od szczytu hotel Kurzovní chata. Ponadto w odległości około 5,5 km na północny zachód od szczytu góry, na przełęczy Červenohorské sedlo znajduje się cały kompleks bazy turystycznej z hotelem Červenohorské Sedlo i pensjonatami oraz dodatkowo 3,3 km na wschód od szczytu przy osadzie Vidly ze znajdującym się w niej górskim hotelem Vidly.
Kluczowym punktem turystycznym jest oddalone o około 470 m na zachód od szczytu skrzyżowanie turystyczne Švýcárna (tur. chata) z podaną na tablicy informacyjnej wysokością 1315 m., przez które przechodzą szlaki turystyczne, szlak rowerowy i ścieżka dydaktyczna. 

### Chaty łowieckie

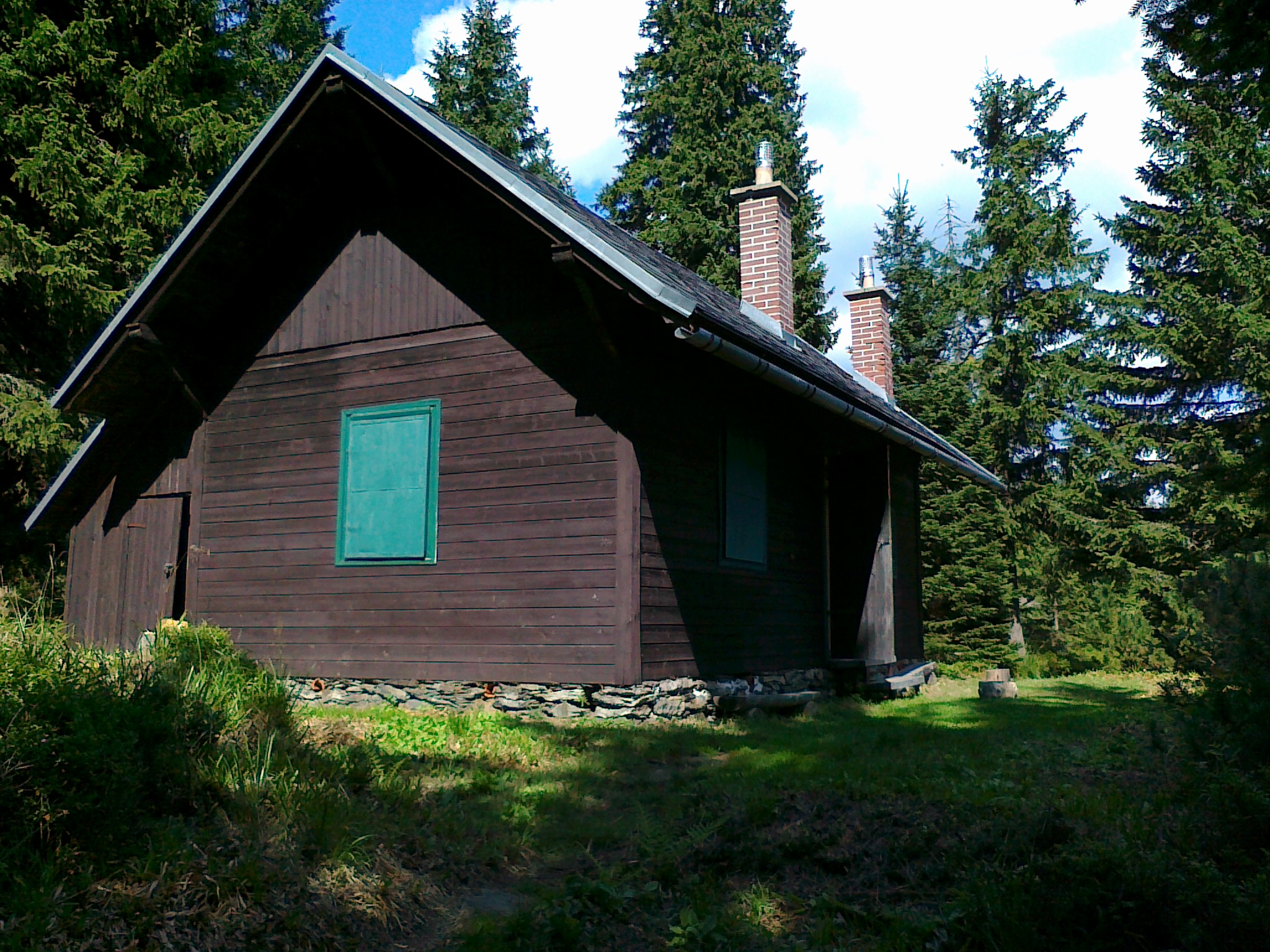
Chata Jiřího na stoku góry Malý Děd (2016 rok)

Wokół góry na stokach przy ścieżkach, położone są dwie chaty, ale nie mają one charakteru typowych schronisk turystycznych, a które zalicza się do tzw. chat łowieckich. Dojście do nich jest trudne, wymaga posłużenia się szczegółowymi mapami.
| Chaty na stokach góry Malý Děd |                               |                         |                                                                     |                                               |
| Lp.                            | Chata                         | Odległość od szczytu m  | Lokalizacja                                                         | Współrzędne geograficzne                      |
| 1                              | Chata Jiřího (Silonova chata) | 920 na północny wschód  | podnóże stoku wschodniego, blisko przełęczy do szczytu Kamzičí vrch | 50°06′16,2″N 17°13′57,4″E/50,104500 17,232611 |
| 2                              | Hubertka (1)                  | 1090 na północny zachód | stok północno-zachodni w pobliżu szczytu Nad Vodopádem              | 50°06′37,8″N 17°12′54,1″E/50,110500 17,215028 |

### Szlaki turystyczne
Klub Czeskich Turystów (cz. Klub Českých Turistů) wytyczył w obrębie góry cztery szlaki turystyczne na trasach:
 Červenohorské sedlo – góra Velký Klínovec – przełęcz Hřebenová – szczyt Výrovka – przełęcz Sedlo pod Malým Jezerníkem – szczyt Malý Jezerník – góra Velký Jezerník – przełęcz Sedlo Velký Jezerník – schronisko Švýcárna – góra Pradziad – przełęcz U Barborky – góra Petrovy kameny – Ovčárna – przełęcz Sedlo u Petrových kamenů – góra Vysoká hole – szczyt Vysoká hole–JZ – szczyt Kamzičník – góra Velký Máj – przełęcz Sedlo nad Malým kotlem – góra Jelení hřbet – Jelení studánka – przełęcz Sedlo pod Jelení studánkou – góra Jelenka – góra Ostružná – Rýmařov
 Kouty nad Desnou – góra Hřbety – góra Nad Petrovkou – Kamzík – góra Velký Jezerník – schronisko Švýcárna – góra Pradziad – góra Petrovy kameny – Ovčárna – Karlova Studánka
 Bělá pod Pradědem – góra Nad Borovým – góra Zaječí hora – góra Ztracený vrch – góra Lysý vrch – szczyt Klanke – rezerwat przyrody Vysoký vodopád – wodospad Vysoký vodopád – góra Malý Děd – schronisko Švýcárna – dolina potoku Środkowa Opawa – Vidly – Bílý Potok – Hutě
 Rejvíz – narodowy rezerwat przyrody Rejvíz – góra Přední Jestřábí – góra Přední Jestřábí–JZ – szczyt Kazatelny–SV – szczyt Kazatelny – przełęcz Kristovo loučení – góra Medvědí louka – góra Ostruha–JV – góra Jelení loučky – góra Děrná – góra Ztracený vrch – góra Lysý vrch – góra Osikový vrch – przełęcz Videlské sedlo – góra Malý Děd – schronisko Švýcárna

### Szlaki rowerowe
W obrębie góry wytyczono również dwa szlaki rowerowe na trasach:
 Červenohorské sedlo – góra Velký Klínovec – góra Výrovka – Kamzík – góra Velký Jezerník – przełęcz Sedlo Velký Jezerník – góra Malý Děd – schronisko Švýcárna – góra Pradziad – przełęcz U Barborky – góra Petrovy kameny – Ovčárna – przełęcz Hvězda
 Videlské sedlo – rezerwat przyrody Vysoký vodopád – góra Malý Děd – góra Velký Jezerník – góra Velký Klín – Jeřáb – góra Velký Klínovec – Červenohorské sedlo

### Trasy narciarskie
W pobliżu schroniska Švýcárna zlokalizowano trasę narciarstwa zjazdowego o długości około 150 m z wyciągiem narciarskim oraz dwie narciarskie trasy biegowe przebiegające wzdłuż szlaków rowerowych, w tym z wyznaczoną wzdłuż czerwonego szlaku turystycznego , trasą o nazwie tzw. (cz. Jesenická magistrála).
 Videlské sedlo – rezerwat przyrody Vysoký vodopád – góra Malý Děd – góra Velký Jezerník – góra Velký Klín – Jeřáb – góra Velký Klínovec – Červenohorské sedlo